# Sielsowiet Kamieniuki
Sielsowiet Kamieniuki (s. kamieniucki, biał. Камянюцкі сельсавет, ros. Каменюкский сельсовет) – sielsowiet na Białorusi, w obwodzie brzeskim, w północnej części rejonu kamienieckiego przy Puszczy Białowieskiej.

## Położenie
Sielsowiet graniczy:
- od południowego zachodu z sielsowietem Wierzchowicze
- od południa z sielsowietem Dymitrowicze i Nowickowicze
- od południowego wschodu z sielsowietem Rzeczyca
- od północnego wschodu z sielsowietem Szereszów
- od wschodu z sielsowietem Szczerczewo

## Skład[3]
Sielsowiet Kamieniuki obejmuje 17 miejscowości:
| Polska nazwa miejscowości | Nazwa białoruska                                 | Nazwa rosyjska                                   | Typ jednostki osadniczej |
| ------------------------- | ------------------------------------------------ | ------------------------------------------------ | ------------------------ |
| Biała                     | Белая (Bielaja)                                  | Белая (Bielaja)                                  | wieś                     |
| Buda Paszucka             | Пашуцкая Буда (Paszuckaja Buda)                  | Пашутская Буда (Paszutskaja Buda)                | wieś                     |
| Głęboki Kąt               | Глыбокі Вугал (Hlyboki Vuhal)                    | Глубокий Угол (Glubokij Ugol)                    | wieś                     |
| Gwóźdź I                  | Гвоздзь I (Hwozdź I)                             | Гвоздь I (Gwozdz I)                              | wieś                     |
| Gwóźdź II                 | Гвоздзь II (Hwozdź II)                           | Гвоздь II (Gwozdz II)                            | wieś                     |
| Horoszówka I              | Гарошкаўка I (Haroszkauka I)                     | Горошковка I (Goroszkowka I)                     | wieś                     |
| Horoszówka II             | Гарошкаўка II (Haroszkauka II)                   | Горошковка II (Goroszkowka II)                   | wieś                     |
| Jałowy Gród               | Яловы Груд (Jalowy Hrud)                         | Еловый Груд (Jelowyj Grud)                       | wieś                     |
| Kamieniuki                | Каменюкі (Kamieniuki)                            | Каменюки (Kamieniuki)                            | agromiasteczko           |
| Lackie                    | Ляцкія (Lackija)                                 | Ляцкие (Lackije)                                 | wieś                     |
| Mszanki                   | Мшанкі (Mszanki)                                 | Мшанки (Mszanki)                                 | wieś                     |
| Pastuchowe Błoto          | Пастухова Балота (Pastuchowa Balota)             | Пастухово Болото (Pastuchowo Boloto)             | wieś                     |
| Podbielskie Ogrodniki     | Падбельскія Агароднікі (Padbielskija Aharodniki) | Подбельские Огородники (Podbiełskije Ogorodniki) | wieś                     |
| Sieliszcze Małe           | Селішча Малое (Sieliszcza Maloje)                | Селище Малое (Sieliszcze Maloje)                 | wieś                     |
| Sieliszcze Wielkie        | Селішча Вялікае (Sieliszcza Wialikaje)           | Селище Большое (Sieliszcze Bołszoje)             | wieś                     |
| Widły                     | Вілы (Wily)                                      | Вилы (Wily)                                      | wieś                     |
| Zanowiny                  | Занавіны (Zanawiny)                              | Зановины (Zanowiny)                              | wieś                     |